# JQuery
jQuery(제이쿼리)는 HTML의 클라이언트 사이드 조작을 단순화 하도록 설계된 크로스 플랫폼의 자바스크립트 라이브러리다. 거의 모든 웹 브라우저에 대응할 정도로 브라우저 호환성이 있으며, 존 레식이 2006년 뉴욕 시 바캠프(Barcamp NYC)에서 공식적으로 소개하였다.
jQuery는 MIT 라이선스를 가진 자유 오픈 소프트웨어이다. jQuery의 문법은 코드 보기, 문서 객체 모델 찾기, 애니메이션 만들기, 이벤트 제어, Ajax 개발을 쉽게 할 수 있도록 디자인되었다. 또한, jQuery는 개발자가 플러그인을 개발할 수 있는 기능을 제공한다.
마이크로소프트와 노키아는 자사 플랫폼에 jQuery를 포함하는 계획을 발표한 바 있다. 마이크로소프트는 비주얼스튜디오의 ASP.NET AJAX 프레임워크와 ASP.NET MVC 프레임워크에 적용했고, 노키아는 자사의 런타임 웹 위젯 개발 플랫폼에 통합하였다.

## 기능
- DOM 요소 선택 기의 파생 프로젝트이다.[6]
- DOM 탐색 및 수정 (CSS 1-3 지원)
- CSS 셀렉터에 기반한 DOM 조작
- 이벤트
- 특수효과 및 애니메이션
- AJAX
- JSON 파싱
- 플러그인을 통한 확장성
- 유틸리티
- 호환성 메소드 (inArray(), each() 함수 등)
- 멀티브라우저 지원 (크로스브라우저와는 다름)

### 브라우저 지원
jQuery 1.x와 2.x는 모두 최신 안정화 버전 및 그 이후 버전의 파이어폭스, 구글 크롬, 사파리, 그리고 오페라를 지원한다. 1.x 버전은 인터넷 익스플로러 6 및 그 이후 버전을 지원한다. 그러나 2.x 버전에서는 인터넷 익스플로러 6-8 버전이 지원되지 않으며 인터넷 익스플로러 9 또는 그 이후 버전을 지원한다.

## 사용법
jQuery는 한 개의 자바스크립트 파일로 존재한다. 공통의 DOM, 이벤트, 특수 효과, Ajax 함수를 포함한다. 다음 코드를 쓰면 웹 페이지에 포함시킬 수 있다.
```
<
script
 
type
=
"text/javascript"
 
src
=
"path/to/jQuery.js"
></
script
>

```

jQuery는 두 가지의 상호 작용 스타일을 갖고 있다:
- $ 함수 이용. jQuery 오브젝트의 팩토리 메소드이다. 각각의 함수들은 jQuery 오브젝트를 반환하고 서로 연계할 수 있다.
- $. -가 앞에 붙은 함수 이용. 이들 함수는 jQuery 오브젝트 그 자체와 연동되지는 않는다.

일반적으로 여러 개의 DOM 노드들을 조작하는 작업은 $ 함수로 시작된다. CSS 셀렉터 스트링을 가지고 호출된다. 결과적으로 0개 혹은 그 이상의 HTML 페이지 내의 요소를 레퍼런스하는 jQuery 오브젝트가 반환된다. 이 노드 집합들은 jQuery 오브젝트에 대해 인스턴스 메소드들을 적용함으로써 조작될 수 있다. 혹은 노드들 그 자체가 조작될 수 있다. 예를 들면 다음과 같다:
```
$
(
"div.test"
).
add
(
"p.quote"
).
addClass
(
"blue"
).
slideDown
(
"slow"
);

```

클래스에 test를 포함하는 모든 div 엘리먼트와 클래스에 quote를 포함하는 p 엘리먼트를 찾는다. 찾아낸 모든 요소에 blue 클래스를 추가한다. 그 뒤 아래쪽으로 내려가는되는 애니메이션 효과를 준다. $ 및 add 함수는 찾아낸(matched) 집합(set)에 영향을 준다. addClass 및 slideDown 함수는 레퍼런스된 노드들에 영향을 준다.
$.가 앞에 붙은 함수들은, 전역 프로퍼티나 행동에 영향을 주는, 유틸리티 메소드들이다. 예를 들면 다음과 같다:
```
$
.
each
([
1
,
2
,
3
],
 
function
()
 
{

  
document
.
write
(
this
 
+
 
1
);

});

```

234를 도큐먼트에 출력한다.
$.ajax 및 관련 메소드로 Ajax를 수행하여 원격 데이터를 로드하거나 조작할 수 있다.
```
$
.
ajax
({

  
type
:
 
"POST"
,

  
url
:
 
"some.php"
,

  
data
:
 
"name=John&location=Boston"
,

  
success
:
 
function
(
msg
){

    
alert
(
 
"Data Saved: "
 
+
 
msg
 
);

  
}

});

```

파라미터 name=John&location=Boston을 주면서 some.php에 요청을 보낸다.요청이 성공적으로 수행되었으면, 그 응답이 alert()된다.

## 배포 내역
| 버전 | 최초 릴리스     | 마지막 업데이트          | 최소 크기 (KB) | 비고                                                                                                  |
| ---- | --------------- | ------------------------ | -------------- | --- |
| 1.0  | 2006년 8월 26일 |                          |                | 최초 안정판                                                                                           |
| 1.1  | 2007년 1월 14일 |                          |                | |
| 1.2  | 2007년 9월 10일 | 1.2.6                    | 54.5           | |
| 1.3  | 2009년 1월 14일 | 1.3.2                    | 55.9           | 코어에 시즐 셀렉터 엔진(Sizzle Selector Engine) 도입                                                  |
| 1.4  | 2010년 1월 14일 | 1.4.4                    | 76.7           | |
| 1.5  | 2011년 1월 31일 | 1.5.2                    | 83.9           | 디퍼드(Deferred) 콜백 관리, ajax 모듈 재작성                                                          |
| 1.6  | 2011년 5월 3일  | 1.6.4                    | 89.5           | attr(), val() 함수의 상당한 성능 개선                                                                 |
| 1.7  | 2011년 11월 3일 | 1.7.2 (2012년 3월 21일)  | 92.6           | 새 이벤트 API: .on(), .off() - 구 API는 여전히 지원.                                                  |
| 1.8  | 2012년 8월 9일  | 1.8.3 (2012년 11월 13일) | 91.4           | 시즐 셀렉터 엔진 재작성. 애니메이션 및 $(html, props) 유연성 개선.                                    |
| 1.9  | 2013년 1월 15일 | 1.9.1 (2013년 2월 4일)   | 90.5           | 구식 인터페이스 제거 및 코드 정리                                                                     |
| 1.10 | 2013년 5월 24일 | 1.10.2 (2013년 7월 3일)  | 90.9           | 1.9와 2.0 베타 사이클에서 보고된 버그 수정 및 차이점 통합                                             |
| 1.11 | 2014년 1월 24일 | 1.11.3 (2015년 4월 28일) | 93.7           | |
| 1.12 | 2016년 1월 8일  | 1.12.4 (2016년 5월 20일) | 94.9           | |
| 2.0  | 2013년 4월 18일 | 2.0.3 (2013년 7월 3일)   | 81.7           | 성능 개선 및 파일 크기 축소를 위해 IE 6-8 지원 중단                                                   |
| 2.1  | 2014년 1월 24일 | 2.1.4 (2015년 4월 28일)  | 82.4           | |
| 2.2  | 2016년 1월 8일  | 2.2.4 (2016년 5월 20일)  | 83.6           | |
| 3.0  | 2016년 6월 9일  | 3.0.0 (2016년 6월 9일)   | 84.3           | 디퍼드(Deferred)의 Promises/A+ 지원, $.ajax 및 $.when, .data() HTML5 호환                             |
| 3.1  | 2016년 7월 7일  | 3.1.1 (2016년 9월 23일)  | 84.7           | jQuery.readyException 추가, 레디 핸들러 오류 표시(ready handler errors are now not silenced)          |
| 3.2  | 2017년 3월 16일 | 3.2.1 (2017년 3월 20일)  | 84.6           | <template> 요소 내용 검색 지원 추가. 다양한 구 메소드 구식화.                                         |
| 3.3  | 2018년 1월 19일 | 3.3.1 (2018년 1월 20일)  | 84.9           | 오래된 함수 구식화, 클래스를 수용하는 함수는 이제 배열 형태로 지원.                                   |
| 3.4  | 2019년 4월 10일 | 3.4.1 (2019년 5월 1일)   | 86.1           | 성능 개선, nonce 및 nomodule 지원, 라디오 요소 수정, 사소한 보안 문제 수정.                           |
| 3.5  | 2020년 4월 10일 | 3.5.1 (2020년 5월 4일)   | 87.4           | 보안 문제 수정, .even() & .odd() 메소드, jQuery.trim 구식화                                           |
| 3.6  | 2021년 3월 2일  | 3.6.0 (2021년 3월 2일)   | 88.2           | 버그 수정. JSONP 오류가 있을 때 JSON을 반환                                                           |
| 3.7  | 2021년 5월 11일 | 3.7.0 (2023년 5월 11일)  | 85.4           | .uniqueSort() 메서드, 성능 개선, 음수 여백의 .outerWidth(true) & .outerHeight(true) 처리, 포커스 수정 |

## 같이 보기
- 자바스크립트 프레임워크 비교
- JQuery Mobile
- JQuery UI
- 웹 프레임워크
- 자바스크립트 라이브러리

## 참고 문헌
- Learning jQuery, ISBN 1-84719-250-5
- jQuery in Action, ISBN 1-933988-35-5
- Beginning JavaScript with DOM Scripting and Ajax, ISBN 1-59059-680-3
- Hacking del.icio.us, ISBN 0-470-03785-7
- Pro JavaScript Techniques, ISBN 1-59059-727-3
- AJAX and PHP: Building Responsive Web Applications, ISBN 1-904811-82-5
- Web Development Solutions, ISBN 1-59059-806-7